# Nécropole de La Salata
La nécropole de La Salata représente le complexe funéraire de l'époque paléochrétienne le plus développé du Gargano et comprend plus de 300 sépultures datant des IVe et VIe siècles.
Elle est située dans la commune de Vieste, dans les Pouilles,.

## Description

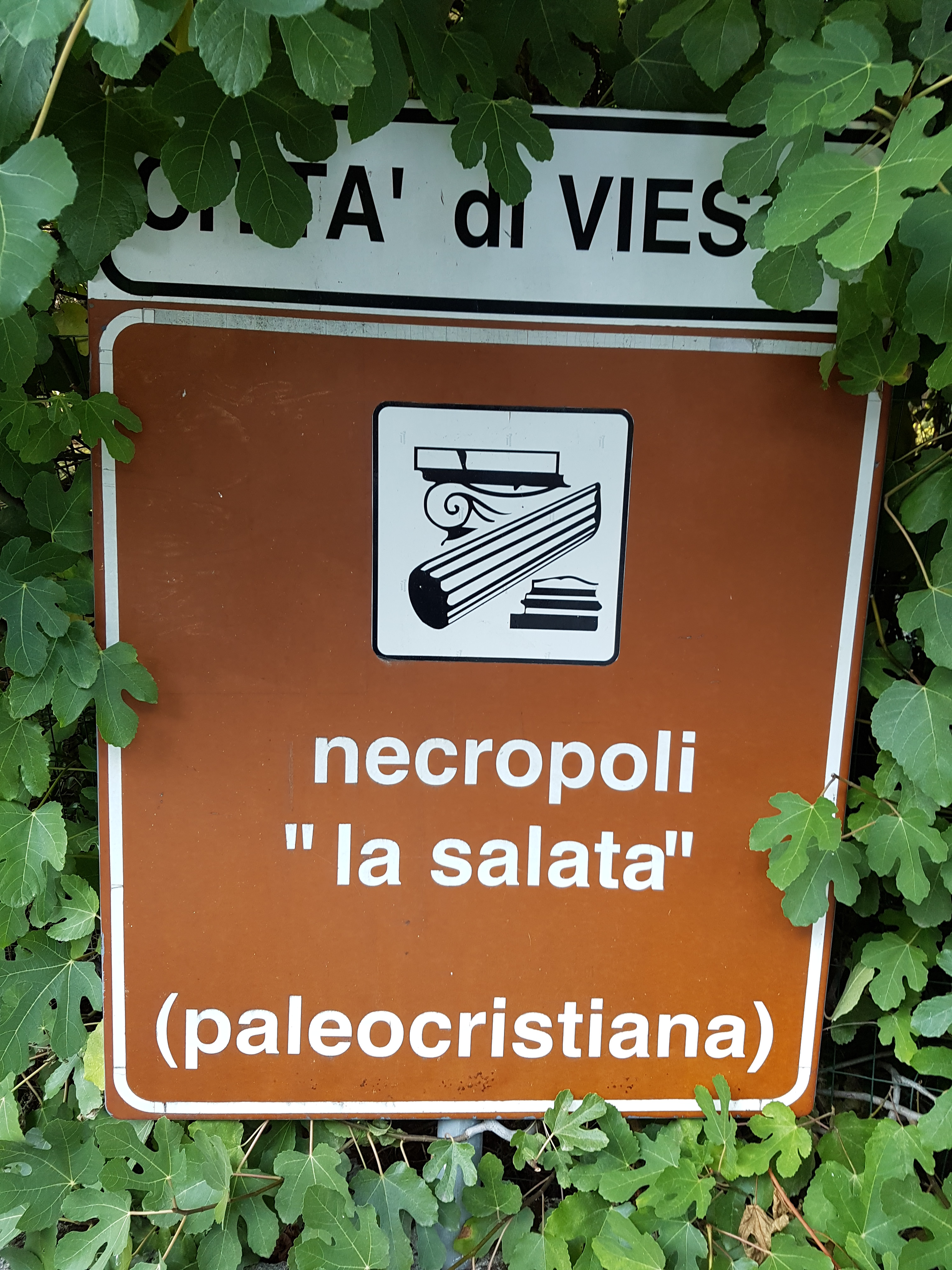

Construite sur une crête de falaise d'environ 30 mètres, le long de la plage de la commune de Vieste, elle fait partie du parc national du Gargano. 
La nécropole est située dans le parc archéologique de Santa Maria di Merino à environ 8 km du centre de Vieste en direction de Peschici. 
L'ensemble de la nécropole fait 6 000 m2 et comprend plus de 300 tombes réparties dans 8 hypogées. Un élément reconnaissable du site est le dromos, qui accompagnait l'entrée de chacune des tombes. Remplie de grottes et de tombes creusées dans la terre ou dans les parois rocheuses, c’est une nécropole aux origines mal connues, mais qui représente le plus ancien témoignage de l'implantation du christianisme dans la région.
Le complexe funéraire paléochrétien est visitable.